# Непредпазливост
Под непредпазливост в правото се разбира такова отношение на дееца към деянието му, при което от него се очаквало да предвижда последиците от поведението си и той не е желаел настъпването им. Дефинирането на непредпазливостта като форма на вината (като необходим елемент от субективната страна на фактическия състав на правонарушението) е трудно и неясно, защото тя включва два различни вида вина: съзнавана и несъзнавана непредпазливост.
В по-старата българска специализирана литература (до ок. 1950 г.) понятието небрежност също се използва като родово. По-късно под небрежност се разбира само несъзнаваната непредпазливост (negligentia). Съзнаваната непредпазливост (luxuria) бива наричана още самонадеяност и (рядко:) наказуемо лекомислие.
При непредпазливост не е възможен опит.

## Съзнавана непредпазливост
От определението на чл. 11 ал. ІІІ НК следва, че самонадеяност е налице, „когато деецът ... е предвиждал настъпването на [общественоопасните] последици, но е мислил да ги предотврати.“ В психиката му се наблюдават представи, че резултатът от поведението би бил неправомерен. По този интелектуален момент самонадеяността прилича на умисъла. Обаче отношението му има отрицателно волево съдържание: той не желае, нито цели, нито се съгласява със случването на деянието и последиците му. Напротив, желае да се избегнат. Деянието обаче е осъществено, което означава, че преценката му относно възможността му да предотврати настъпването, да прекъсне причинната връзка е била неточна. Трудният момент в практиката е да се определи дали е налице самонадценяване (съзнавана непредпазливост) или примиряване (евентуален умисъл), което има значение основно в наказателното право (чл. 11 ал. ІV НК, чл. 7 ал. ІІ ЗАНН).
Пример: Ловец умъртвява свой колега. Видял го е и се е опитал да се прицели встрани от него и го е предупредил да се помести. Действията му обаче не са били достатъчни да отменят резултата.

## Несъзнавана непредпазливост
Небрежност (несъзнавана) е налице „когато деецът не е предвиждал настъпването на общественоопасните последици, но е бил длъжен и е могъл да ги предвиди“ (чл. 11 ал. ІІІ НК). В случая, макар че деянието е съзнателно, въобще не се формират психически преживявания относно реалното му свойство и значение. Това е т.нар. отрицателен момент: поради липса на знание, на интелектуален момент, не се пораждат и ценностни преживявания относно желаността на деянието и неговите последици, волеви момент. По това несъзнаваната непредпазливост прилича на случайното деяние, при което обаче не се носи отговорност (чл. 15 НК). Разграничаването е трудно и се извършва на база на т. нар. положителен момент, че субектът е бил длъжен и е могъл да предвиди настъпването на деянието и последиците му. Ако въпреки задължението си, не го е направил, той ще носи отговорност на това основание.
Пример: Продължителният дъжд уврежда ценните документи на влогодателя. Влогоприемателят е видял силния валеж, бил е длъжен да пази вложеното имущество, бил е в състояние да предвиди, че водата ще го увреди, но не се е сетил да го премести или покрие. Отговаря за бездействие.
Чл. 14 НК урежда фактическата грешка: „Незнанието на фактическите обстоятелства, които принадлежат към състава на престъплението, изключва [... непредпазливостта], когато самото незнание на фактическите обстоятелства не се дължи на непредпазливост.“
Приема се, по българското право, че е налице небрежност и когато деецът доброволно се е привел в състояние да не може да предвиди резултата на поведението си (actio libera in causa). Имат се предвид напр. случаите на употреба на опиат – причинилият смърт с МПС след употреба на алкохол ще носи отговорност.

## Критерий за небрежност в публичното и частното право
За да е налице вина, макар в нейната най-лека форма на несъзнавана непредпазливост, е нужно поведението на субекта да противоречи на предписанията на правната форма. Рядко обаче законът може да регламентира в детайли всяка конкретна житейска ситуация. Затова се прибягва до мащаба на дължимата грижа (от обективна страна). Още по-малко е възможно да се предвидят необходимите психически усилия, за да се осъзнаят всички факти и взаимовръзки, необходими за изграждане на отношение към осъщественото деяние. За преценка дали деецът е могъл и е бил длъжен да предвиди, се използва общ мислен мащаб. Неговото съдържание и изграждане варират според характера на дейността и субекта (опасна дейност, професионалист, вид правоотношение), но и се развиват заедно с правните учения.
Към средата на 20 век се прави разграничението, че в буржоазната юридическа литература (т.е. основно западноевропейската) за установяване на небрежността се ползва обективен критерий. Дали субектът е могъл да предвиди противоправните последици се преценява спрямо един „среден благоразумен човек“. От позициите на социалистическата правна доктрина това се критикува, тъй като „използването само на този обективен критерий, свързан с еталона на предвидливост на „средния благоразумен човек“, дава възможност за обективно вменение“. Съветската и българската доктрина отчитат, че е възможно определен индивид да има по-малки интелектуални или др. възможности от измисления „среден човек“. Ако се приеме, че такъв човек е имал възможност да съзнае фактите и последиците, т.е. че е действал при небрежна вина, докато в действителност няма такава, би означавало вината като субективен елемент на състава на правонарушението на практика да отпадне, когато не се изисква квалифицирана (умишлена). Това би противоречало на принципа на индивидуалната отговорност. Затова социалистическото наказателно и административнонаказателно право въвежда още един субективен критерий. Преценява се и дали личните качества на дееца са съставлявали възможност да съобрази противоправните последици на поведението си и да ги избегне. Обективният критерий се ползва като първоначален ориентир.
Относно коректността на това разграничение може да се разгледат схващанията на Н. Долапчиев като представител на школата отпреди 1944 г., т.е. български буржоазен правник. От една страна той приема, че небрежността е форма на вината, при която няма психично отношение, а е нормативно понятие. От друга страна, при действието на отм. НЗ отчита наличието както на обективно, така и на субективно мерило при небрежността, които трябва да са налице кумулативно. Индивидуалните особености на дееца могат да се компенсират и чрез концепцията за частичната вменяемост.
Пример: Боеприпасите имат по-голямо от обичайното отклонение, но това е посочено на опаковката посредством специфични физични термини и единици. Ловецът вече не е начинаещ, притежава разрешително и не страда от умствена недоразвитост или разстройство на съзнанието (вменяем е), но е завършил отдавна само основно образоване, освен това продавачът му е казал, че боеприпасите са читави. Обективният критерий може да бъде, че всеки трябва внимателно да проучи действието на опасните си пособия и да ги използва съответно. При прилагане само на обективния критерий той би отговарял за вреди от употребата на боеприпасите, а при субективния – не.
В гражданското право – без да има пълна категоричност в теорията – не се извършва конкретна преценка на субекта. По този начин гражданската отговорност се обективизира. . Гражданската отговорност поначало не засяга лични права, а нейна функция е да разпредели последиците от вредоносно деяние. Известно съобразяване с конкретния деец е налице, когато за мащаб се ползва грижата към собствените работи (culpa levis in concreto), напр. за наследника по опис по чл. 65 ЗН. (До прилагане на наказателноправния критерий вероятно би могло да се стигне при адхезионен процес или при зачитане силата на присъда, но кръгът на непредпазливите престъпления е по-тесен, а чл. 300 ГПК и 413 НПК визират, стриктно погледнато, „виновността“, а не „вината“ на дееца.)

## Форми в частното право
Въпреки че поначало в българската доктрина властва разбирането, че при всички видове отговорност (наказателна, административна, дисциплинарна, гражданска) понятието и формите на вината са идентични, в гражданските закони се срещат и други квалификации на непредпазливостта. Те съответстват на традиционни цивилистични разрешения, реципирани от римското право. Тази класификация се разглежда в учебниците по Закона за задълженията и договорите.
| „                                  | Чл. 94. Недействителни са уговорките, с които предварително се изключва или ограничава отговорността на длъжника за умисъл или за груба небрежност. Чл. 177 ал. ІІ [собственикът на продадения ипотекиран имот] отговаря към ипотекарните кредитори за повредите, причинени на имота от негова груба небрежност. Чл. 247. Заемодателят дължи обезщетение за вредите, причинени на заемателя от скритите недостатъци на заетата вещ, ако умишлено или поради небрежност не ги е съобщил на заемателя. Чл. 255. ал. ІІ Ако до изтичане на определения в договора или в предизвестието срок влогодателят не вземе вещта, влогоприемателят отговаря след изтичане на срока само при умисъл и груба небрежност и може да поиска от районния съд разрешение да продаде вложената вещ на публична продан.... | “ |
| Закон за задълженията и договорите | |   |

Очевидно в чл. 247, 94 и 255 законодателят не цели да освободи от отговорност при междинната между умисъла и несъзнаваната непредпазливост форма на съзнавана непредпазливост. . ЗЗД е приет ок. 18 г. преди НК и ползва небрежност като синоним на непредпазливост (вж. по-горе).
Небрежността може да бъде груба, лека или най-лека (culpa lata, culpa levis, culpa levissima) според критерия (мащаба) на дължимата грижа.